# Philippe van Lansberge
Philippe van Lansberge, nizozemski astronom, * 25. avgust 1561, Gent (sedaj Belgija), † 8. december 1632, Middelburg, Nizozemska.
Njegov priimek včasih zapišejo kot Lansberg, Lansbergen, ime pa kot Philip, Philippus ali Philips. Objavljal je pod latinskim imenom Philippus Lansbergius.
Lansberge je najbolj znan po svojih astronomskih tabelah Tabele nebesnega gibanja (Tabulae motum coelestium) z napovedanimi legami planetov. Kasneje so videli, da so vsebovale mnogo napak, delno zaradi tega, ker ni upošteval Keplerjevih eliptičnih tirov. Na podlagi teh in Keplerjevih Rudolfovih tabel (Tabulae Rudolphinae) iz leta 1627 je Jeremiah Horrocks lahko napovedal in 4. decembra 1639 uspešno kot prvi z daljnogledom opazoval prehod Venere prek Sončeve ploskve.
Lansberge je služboval kot protestantski duhovnik. Eden od njegovih učencev je bil Maarten van den Hove in Lansberge je kasneje veliko sodeloval z njim.

## Priznanja
Poimenovanja
Po Lansbergeu se imenuje udarni krater Lansberge na Luni.
1. 1 2  data.bnf.fr: platforma za odprte podatke — 2011.
2. 1 2 3 4  MacTutor History of Mathematics archive — 1994.